# Ligue alternative pour le progrès et l'émancipation haïtienne
 (février 2019).
Si vous disposez d'ouvrages ou d'articles de référence ou si vous connaissez des sites web de qualité traitant du thème abordé ici, merci de compléter l'article en donnant les références utiles à sa vérifiabilité et en les liant à la section « Notes et références ».
La Ligue alternative pour le progrès et l'émancipation haïtienne (LAPEH) est un parti politique haïtien, fondé en 2015. Il est dirigé par Jude Célestin depuis sa création.

## Histoire

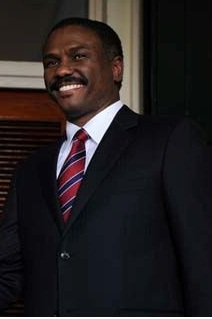
Jude Célestin, fondateur de la LAPEH.

Le parti est fondé en 2015. À l'issue des élections générales de 2015-2016, le parti détient deux sièges à la Chambre des députés et un siège au Sénat. Son dirigeant, Jude Célestin, obtient 25,27 % des voix lors de l'élection présidentielle du 25 octobre 2015, dont le résultat est finalement invalidé. Lors de l'élection de novembre 2016, il termine de nouveau à la deuxième place, avec seulement 19,52 % des voix, loin derrière le vainqueur Jovenel Moïse qui totalise 55,67 %.